# Elig Ngomo
Pour les articles homonymes, voir Elig.
Elig Ngomo est une localité de la région du Centre au Cameroun, localisée dans la commune d'Obala et le département de la Lekié.

## Population
En 1965, Elig Ngomo comptait 488 habitants, principalement des Eton.
Lors du recensement de 2005, ce nombre s'élevait à 399.